# Opéra de San Diego

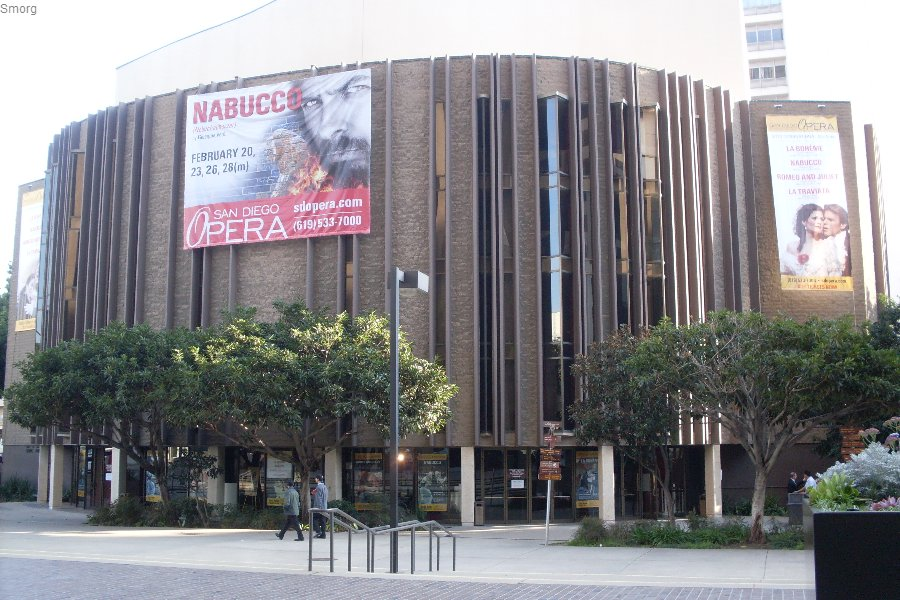
San Diego Civic Theatre.

L’opéra de San Diego (en anglais San Diego Opera, SDO) est une compagnie lyrique professionnelle située à San Diego et qui est membre d'OPERA America. Il a été créé en 1950 pour y représenter les productions du San Francisco Opera dans la zone de San Diego. Ses premières productions en propre datent de 1965 avec La Bohème.

## Administration
Le 19 mars 2014, le conseil d'administration de l'Opéra de San Diego a annoncé que l'institution fermerait définitivement ses portes en avril 2014. La compagnie justifie cette fermeture par la disparition de ses mécènes et la "diminution des ventes de billets". 
En mai 2014, l'Opéra de San Diego avait finalement réussi à maintenir son activité en remportant un peu plus de deux millions de dollars, par l'intermédiaire d'une campagne de financement participatif. 
Le 10 juillet 2014, France Musique annonçait le soutien de la Commission des arts et de la culture de San Diego à l'Opéra de San Diego, par l'octroi de 100 000 dollars.

## Association avec l'université d'État de San Diego
En association avec la San Diego State University, l'Opéra de San Diego propose aux étudiants,  via la section Opéra et Théâtre de l'École de musique et de danse (la School of music and dance Opera theatre) de jouer des œuvres sur scène ou en ateliers, avec des exigences professionnelles.